# Burna-Buriash II
Burna-Buriaš o Burna-Buriash II fue un rey de la dinastía casita de Babilonia que reinó en el siglo XIV a. C. Su nombre significa ‘servidor del Señor de las tierras’, siendo Buriaš el dios casita de la tormenta, posiblemente correspondiente con el dios griego Bóreas
Hijo y sucesor de Kadašman-Enlil I, continúa las buenas relaciones de sus predecesores con Egipto. Gracias al oro recibido de los faraones, por primera vez en Babilonia, se utilizó este metal como medio de pago, junto con la plata, el estaño y el bronce. Mantuvo correspondencia diplomática con Egipto, que se conserva en nueve cartas de Amarna, y abarca a Amenofis III, Amenofis IV y Tutankamón. En una de las cartas califica a los asirios de súbditos, aunque no se sabe si era así, o por el contrario, Asiria permanecía todavía a la esfera de influencia del reino de Mitani.
Adoptó el título de «rey de la totalidad», como su padre y su abuelo. Contrajo matrimonio con la princesa asiria Muballitat-Sherva, con la que tuvo a su hijo y heredero Karakhardash, de corto reinado.